# جایتون
جایتون (به انگلیسی: Jython) یک پیاده‌سازی زبان پایتون است که به زبان جاوا نوشته شده‌است. جایتون یک زبان سطح بالا و شیء گرا است.

## بررسی کوتاه
جایتون  در ابتدا در اواخر سال 1997 ایجاد شد برای جایگزینی زبان C با جاوا در اکتبر 2000 به SourceForge منتقل شد. بنیاد نرم افزار Python در ژانویه 2005 کمک مالی اعطا کرد. Jython 2.5 در ژوئن 2009 منتشر شد.

## ویژگی‌های کلیدی جایتون
1. قابلیت اجرا بر روی JVM:
  - جایتون کدهای پایتون را به بایت‌کد جاوا تبدیل می‌کند که می‌توانند توسط JVM اجرا شوند.
  - این ویژگی امکان استفاده از برنامه‌های پایتون در پروژه‌های جاوا را فراهم می‌کند.
2. دسترسی به کتابخانه‌های جاوا:
  - برنامه‌نویسان می‌توانند مستقیماً از کلاس‌ها و کتابخانه‌های جاوا در کدهای پایتون استفاده کنند.
  - مثلاً می‌توانید از کلاس‌های رابط گرافیکی جاوا (مانند Swing یا AWT) در پایتون استفاده کنید.
3. شیءگرایی کامل:
  - جایتون تمام امکانات شیءگرایی پایتون را ارائه می‌دهد و امکان تعامل با ساختارهای شیءگرای جاوا را نیز فراهم می‌کند.
4. مناسب برای یکپارچه‌سازی:
  - جایتون ابزاری ایده‌آل برای پروژه‌هایی است که نیازمند ترکیب پایتون و جاوا هستند، مانند توسعه سرورهای وب، ابزارهای علمی، یا پروژه‌های بزرگ شرکتی.
5. سازگاری با پایتون 2:
  - نسخه‌های اخیر جایتون (تا زمان دانش من) بیشتر با پایتون 2.x سازگار هستند، اما برای پایتون 3 هنوز به طور کامل توسعه نیافته‌اند.

## مزایای استفاده از جایتون
1. یکپارچه‌سازی پایتون و جاوا:
  - امکان نوشتن بخشی از برنامه‌ها با پایتون و بخشی دیگر با جاوا.
  - کاهش نیاز به ابزارهای واسط برای ارتباط بین دو زبان.
2. قابلیت‌های پیشرفته:
  - بهره‌گیری از قابلیت‌های توسعه سریع زبان پایتون در کنار عملکرد بالا و قابلیت اطمینان جاوا.
3. سازگاری با ابزارهای جاوا:
  - برنامه‌های جایتون می‌توانند از ابزارهای استاندارد جاوا مانند JUnit برای تست یا ابزارهای مدیریت پروژه مانند Maven استفاده کنند.
4. Cross-Platform بودن:
  - برنامه‌های جایتون می‌توانند بر روی هر پلتفرمی که JVM دارد اجرا شوند (ویندوز، لینوکس، مک و غیره).

## محدودیت‌های جایتون
1. عدم پشتیبانی کامل از پایتون 3:
  - جایتون بیشتر با پایتون 2 سازگار است و برخی از ویژگی‌های جدید پایتون 3 را ندارد.
2. عدم پشتیبانی از برخی ماژول‌ها:
  - ماژول‌هایی که به زبان C نوشته شده‌اند (مانند NumPy و SciPy) به طور مستقیم در جایتون اجرا نمی‌شوند، زیرا این ابزار برای JVM طراحی شده است و از ماژول‌های بومی C پشتیبانی نمی‌کند.
3. سرعت کمتر نسبت به جاوا:
  - کدهایی که با جایتون نوشته می‌شوند ممکن است در مقایسه با جاوا خالص سرعت کمتری داشته باشند، زیرا زبان پایتون به خودی خود یک زبان تفسیری است.

## موارد استفاده جایتون
1. توسعه برنامه‌های سازمانی:
  - پروژه‌هایی که نیازمند یکپارچه‌سازی جاوا و پایتون هستند.
2. اسکریپت‌نویسی برای برنامه‌های جاوا:
  - افزودن اسکریپت‌های پایتون برای افزایش قابلیت‌ها و انعطاف‌پذیری برنامه‌های جاوا.
3. توسعه سریع نمونه‌های اولیه:
  - استفاده از سرعت توسعه پایتون برای طراحی سریع نمونه‌های اولیه و سپس بهره‌برداری از جاوا برای استقرار نهایی.
4. ابزارهای تست و خودکارسازی:
  - ایجاد اسکریپت‌های تست برای برنامه‌های جاوا.

## مثال کدنویسی در جایتون
1. استفاده از کلاس‌های جاوا در جایتون:
```
from
 
java
.
util
 
import
 
Date

#
 
ایجاد
 
یک
 
شیء
 
از
 
کلاس
 
جاوا

now
 
=
 
Date
()

print
(
"تاریخ و زمان فعلی: "
,
 
now
)

```

2. ساخت واسط گرافیکی با Swing:
```
from
 
javax
.
swing
 
import
 
JFrame
,
 
JLabel

#
 
ساخت
 
یک
 
پنجره
 
گرافیکی

frame
 
=
 
JFrame
(
"برنامه جایتون"
)

label
 
=
 
JLabel
(
"سلام، این یک برنامه با جایتون است!"
)

frame
.
add
(
label
)

frame
.
setSize
(
300
,
 
200
)

frame
.
setVisible
(
True
)

```

## نحوه نصب و راه‌اندازی جایتون
1. دانلود جایتون:
  - جایتون را می‌توانید از وب‌سایت رسمی دانلود کنید.
2. نصب:
  - فایل نصب را اجرا کنید و مسیر نصب JVM خود را مشخص کنید.
3. اجرای جایتون:
  - با اجرای دستور زیر می‌توانید وارد محیط تفسیری جایتون شوید:jython script.py

## مقایسه جایتون با سایر پیاده‌سازی‌های پایتون
| پیاده‌سازی  | زبان پایه | هدف اصلی                          |
| ---------- | --------- | --------------------------------- |
| CPython    | C         | پیاده‌سازی اصلی و استاندارد پایتون |
| Jython     | Java      | یکپارچه‌سازی پایتون با جاوا        |
| PyPy       | RPython   | بهبود سرعت اجرای برنامه‌های پایتون |
| IronPython | C#        | اجرای پایتون بر روی پلتفرم دات‌نت  |